# Провіантські склади
Провіантські склади — головні приміщення Музею історії міста Москва. Пам'ятка архітектури першої половини 19 ст.

## Передумови побудови і проєкт
Первісно тут були розташовані Остоженський двір, недобудовані споруди бояр Стрешнєвих та городи слободи. Вхід в музей і нині розташований з боку вулиці Остоженки.
Російська імперія вела практично постійні наступальні і загарбницькі війни. Для постачання армії в різних містах були вибудувані фортеці і провіантські склади. Були такі і в Москві. Замовником нової споруди була Провіантська канцелярія, підпорядкована  Військовій колегії (тобто міністерству) з 1724 року.
Ансамбль споруд в Москві на Остоженці був вибудований в період 1829—1835 рр. в стилі ампір. Був використаний типовий проєкт російського надвірного архітектора Василя Стасова. Надвірний архітектор створив проєкт в Інженерному департаменті ще 1821 року. Проєкт був надісланий в Москву перед початком будівництва 1829 року. 
Перебування В.П. Стасова в Петербурзі спонукало до передачі будівництва московському архітекторові. Ним став Шестаков Федір Михайлович. В Москві споруди поєднали з декоративними ґратами, пофарбованими в чорний колір, а труби водовідведення - в червоний колір. Згодом авторство віддали архітектору Доменіко Жилярді. Лише архівні розшуки повернули авторство петербурзькому архітекторові.

## Опис ансамблю

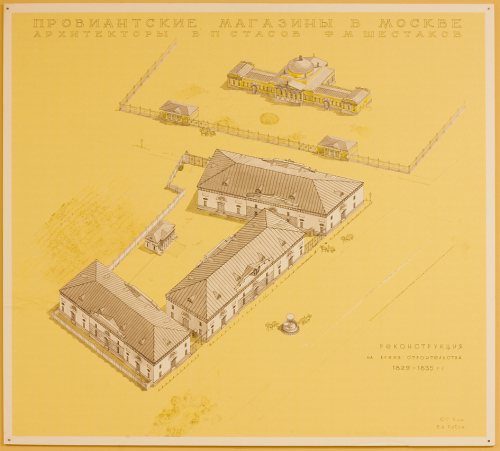
Розпланування

Ансамбль провіантських складів — це три корпуси одноманітної архітектури, що утворюють протяжний фронт забудови вздовж вулиці Остоженки. Несиметричну і затісну земельну ділянку поділяють корпус вздовж і бічкі — поперек ділянки, в дворі розташована кордегардія. Утилітарні за функцією двоповерхові споруди мають розміри 30 х 80 та висотою 12 метрів  і виконані в спрощених формах ампіру. Голі поверхні стін скупо прикрашені вхідними порталами і рустом першого поверху і ліпленими вінками. Нема ні зайвої скульптури, ні колонних портиків і фронтонів. Шестиколонний портик має лише кордегардія в дворі. Всі форми монументальні, суворі і надзвичайно спрощені, як і тип примітивного розпланування, запропонований Федором Шестаковим.

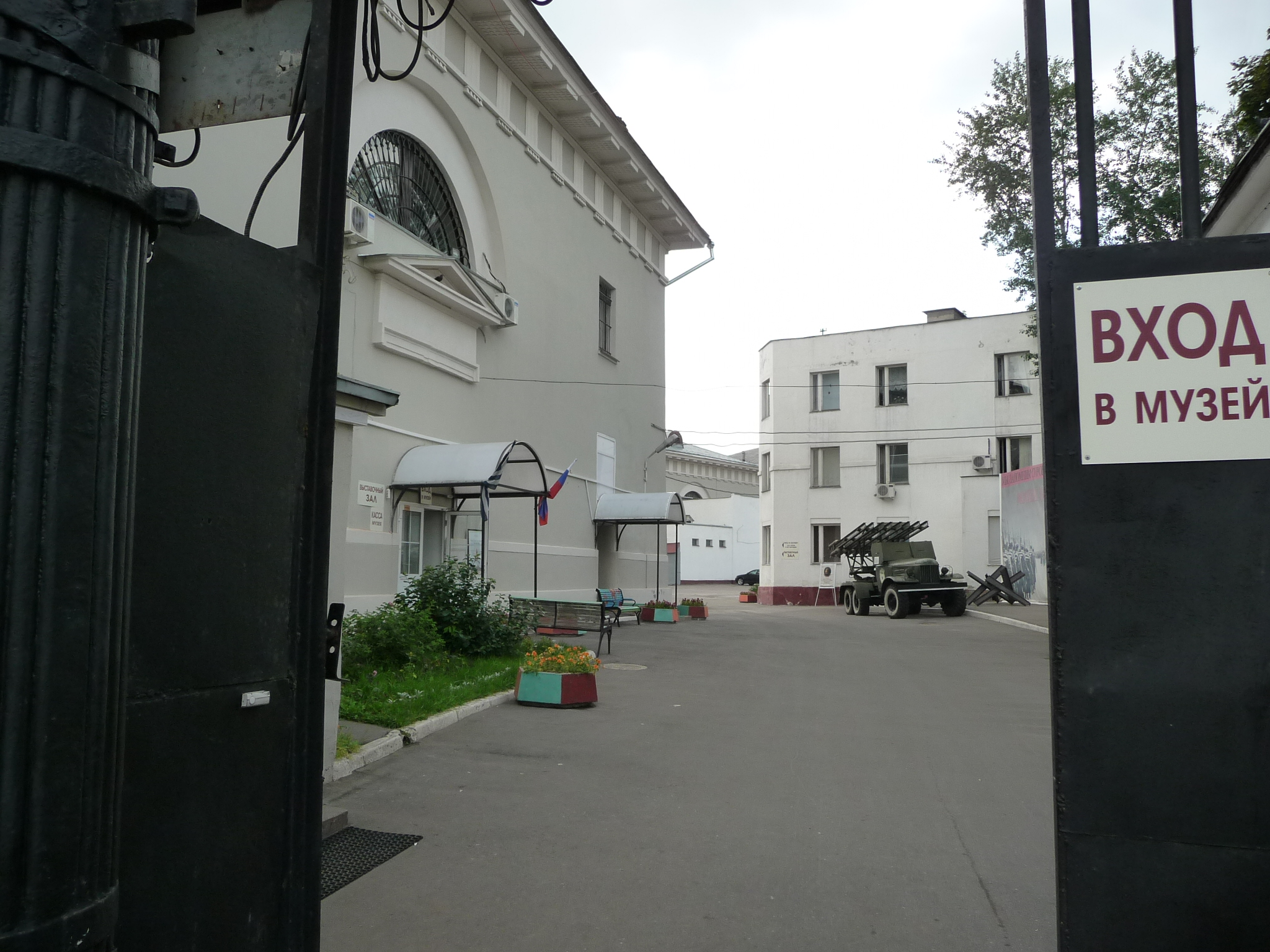
Вхід в музей
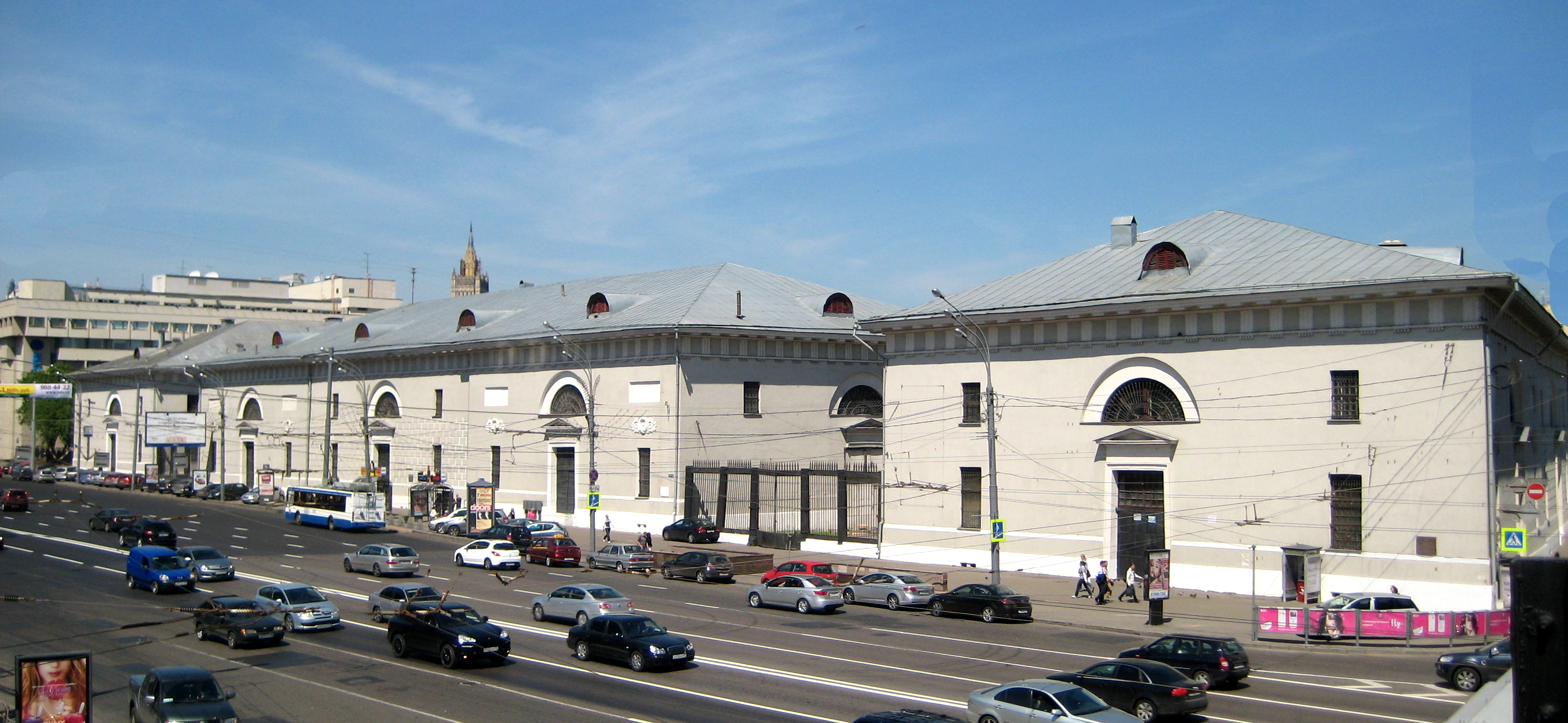
Фасадна сторона на вулицю
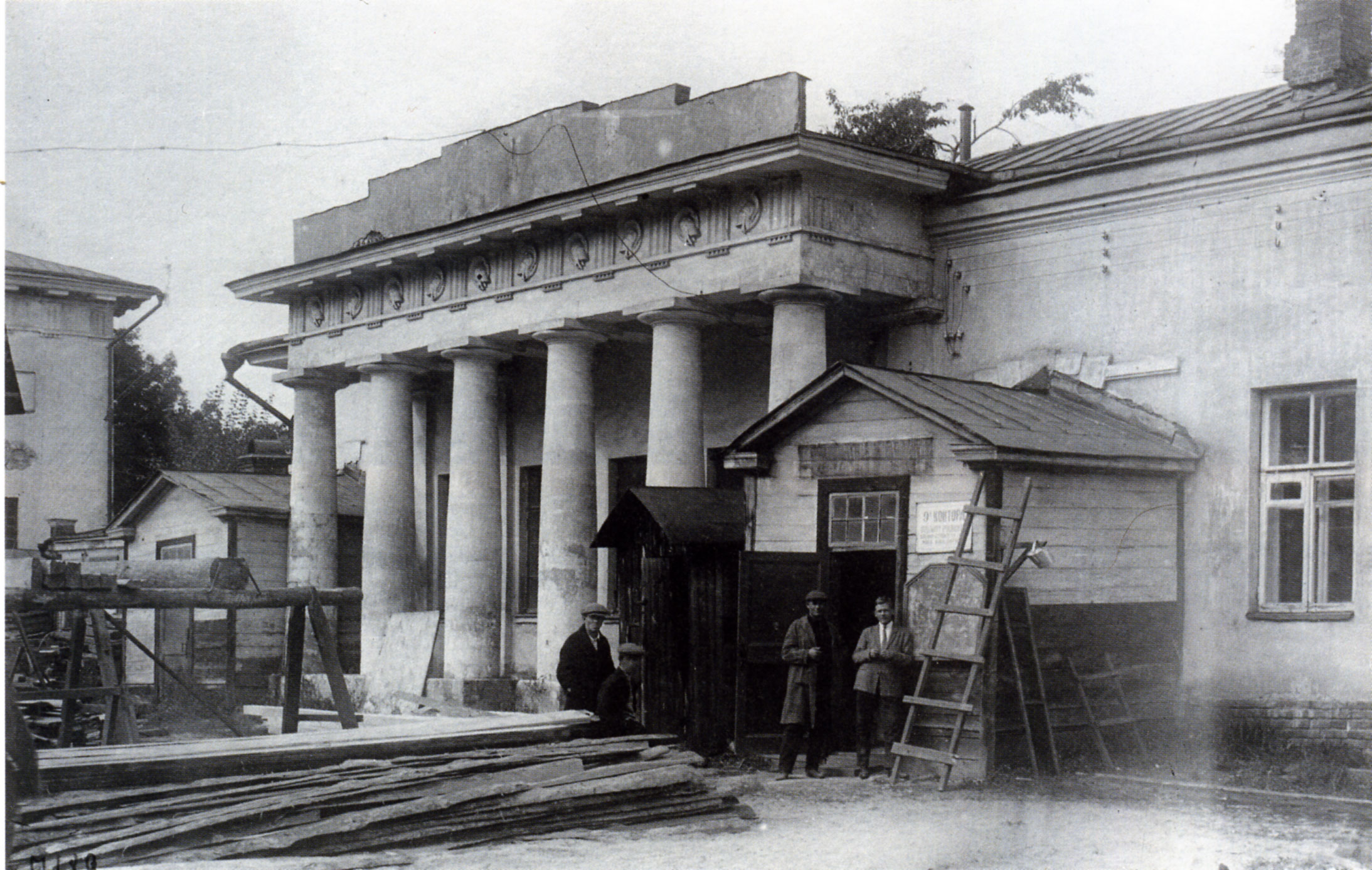
Кордегардія

## За часів СРСР
На початку 1930-х років земельна ділянка та всі споруди  Провіантських складів були передані під заклад автобази Генштаба РККА та машин генералітету.

Це помітно змінило функції споруд, які почали використовувати і перебудовувати не за призначенням. Під  час експлуатації споруд як гаражів були прибудовані додаткові пандуси для заїзду автівок та низка нових дрібних прибудов. Двір був захаращений автодеталями. 1948 року за наказом Комітету в справах архітектури Ради міністрів СРСР було проведене  історико-архитектурне обстеження ансамблю, котре виявило порушення в експлуатації та збереженні пам'ятки архітектури. Було запропоновано вивести автобазу на нову територію та використовувати споруди за їх цільовими функціями як склади. Але поради Комітету в справах архітектури Ради міністрів СРСР — ніколи не були реалізовані.

## Тривалі дискусії щодо збереження пам'ятки
Провіантські склади належать до зберігшхся пам'яток архітектури столиці Росії першої половини 19 ст. Чимала кількість історичної забудови Москви була знищена під час соціалістичної реконструкції та утопічних намагань перетворити Москву на зразкове комуністичне місто. Навпаки, Москва стала мегаполісом, малоприємним для мешканців, і втратила вартість історичного міста за думками закордонних фахівців.
Московські Провіантскі склади були вибудовані як комори для збереження харчів для розташованих поряд військових частин  — Хамовничіських, Спаських, Лефортовських казарм тощо. Все це сприяло консервації ансамблю, котрий уник невиправданих змін функціонування чи перебудов до 1918 р.
На тлі зростаючого спротиву захисників історичних споруд та мешканців міста від нефахових перебудов,  розгорнулись тривалі дискусії щодо збереження архітектурної пам'ятки в період кризи СРСР та відновленого капіталізму. Дискусії зачепили і Уряд Москви. Заклади державної охорони пам'яток історії та культури Москви неодноразово впродовж декількох десятиліть піднімали питання про виведення гаражів Генштабу РККА, а потім радянських вояків. Хоча в ансамблі провели косметичні реставраційні роботи наприкінці 1980-х рр. З 1999 року досягли домовленості із Міністерством оборони Росії отримати Провіантські склади в обмін на побудову двох автогосподарств в іншому місті. Комунальний Уряд Москви витратив близько одного мільярда рублів на побудову автобази на Рубльовському шосе та Бережковській набережній.  В серпні 2006 р. тодішній мер Москви  Ю. Лужков та голова МЭРТ Герман Греф підписали протокол про отримання у ведення Уряду Москви наступних пам'яток архітектури —
- Китайгородські фортечні мури
- Єлисеєвський магазин доби сецесії
- Будинок Олександра Пушкіна на Арбаті
- Готель «Національ»
- Провіантські склади тощо.

Серед претендентів на нові площі в Провіантських складах були скульптурна майстерня  відомого Зураба Церетелі, Російська академія мистецтв, московський Музей кіно, московський Музей фотогрфії Ольги Свіблової та Музей історії міста Москва. Останній і отримав кінець кінцем ансамбль Провіантських складів. 
Музей вивіз за кордони столиці всі паливні матеріали та десяток шарів старого асфальту, просякнутого мазутом і небезпечного для експонатів та відвідувачів. З весни 2011 року розпочався переїзд музейного закладу із колишньої церкви Івана Богослова під Вязом, де музей перебував в роки СРСР. 
Водночас був створений проєкт добудов ансамблю. За проєктом академіка архітектури Юрія Платонова була запропонована побудова ще одного, четвертого корпусу, котрий би замкнув по периметру споруди складів. Отриманий таким чином внутрішній двір планували перекрити новим скляним куполом. За проєктом у єдиний комплекс мали переобладнати і весь підземний поверх складів. В підземному просторі внутрішнього двору пропонували розмістити сервісну зону для відвідувачів музею, фондосховище та інші служби музею. Новозбудований четвертий корпус мали передати під новостворену виставку «Москва майбутнього» в мультимедійному виконанні, а також конференц-зал, інформаційний центр тощо. Новостворений простір-атріум під скляним дахом планували перетворити на  спеціальний павільйон — атріум для  масових свят і урочистостей на кшталт День міста, Ніч в музеї, Свято історичного спадку. Але натовп, музика і додаткові вібрації погано вплинули би на експонати. До того ж новий скляний купол був мало пов'язаний із історичним образом ансамблю. Проєкт викликав несприйняття через загрозу повторення драматичної долі пейзажного парку і садиби Царицино, котрі відновили з порушеннями реставраційних настанов і перетворили оригінали 18 століття на новітні поп-муляжі і парк діснейленд.

## Музейне використання

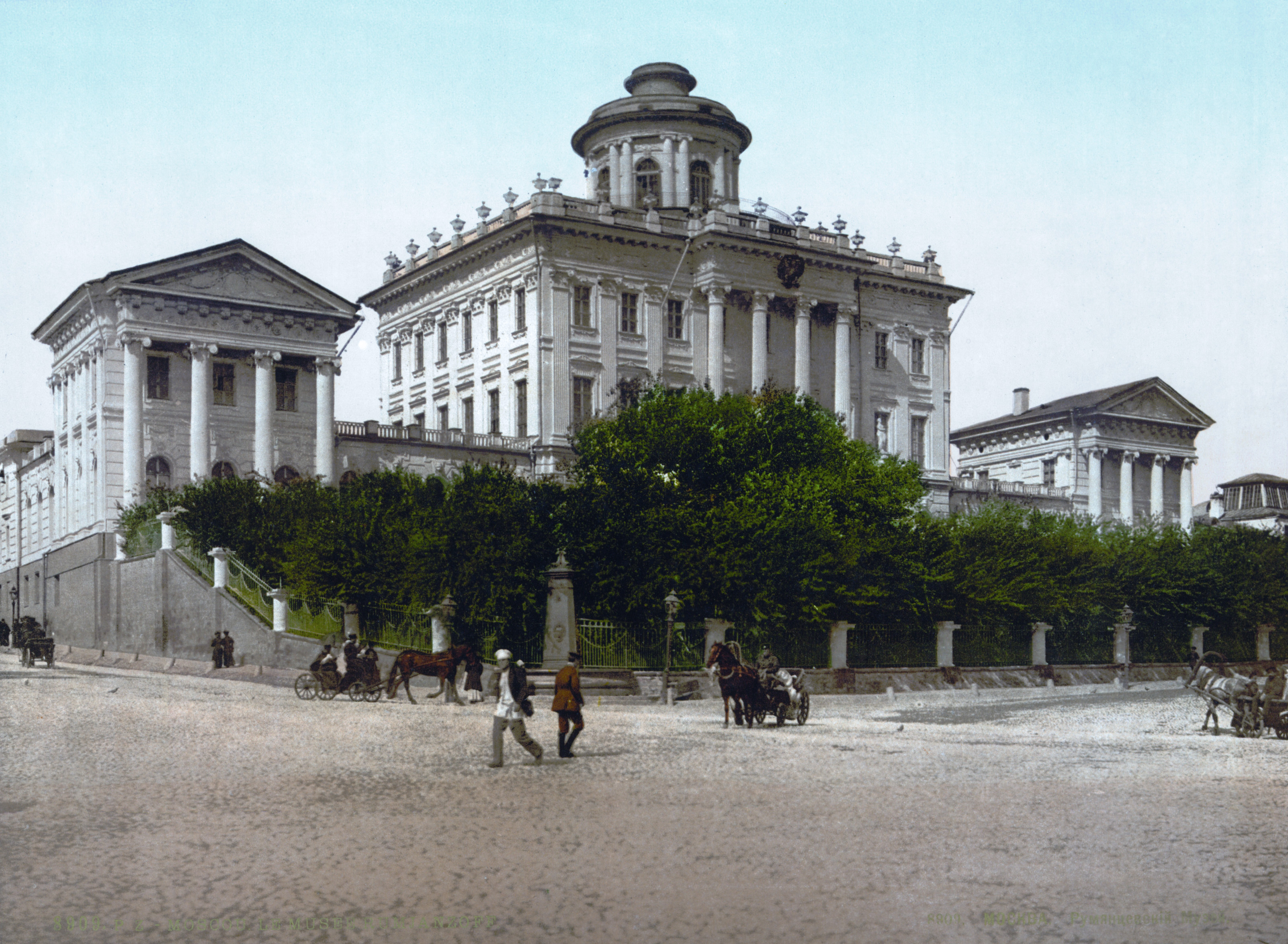
Будинок Пашкова

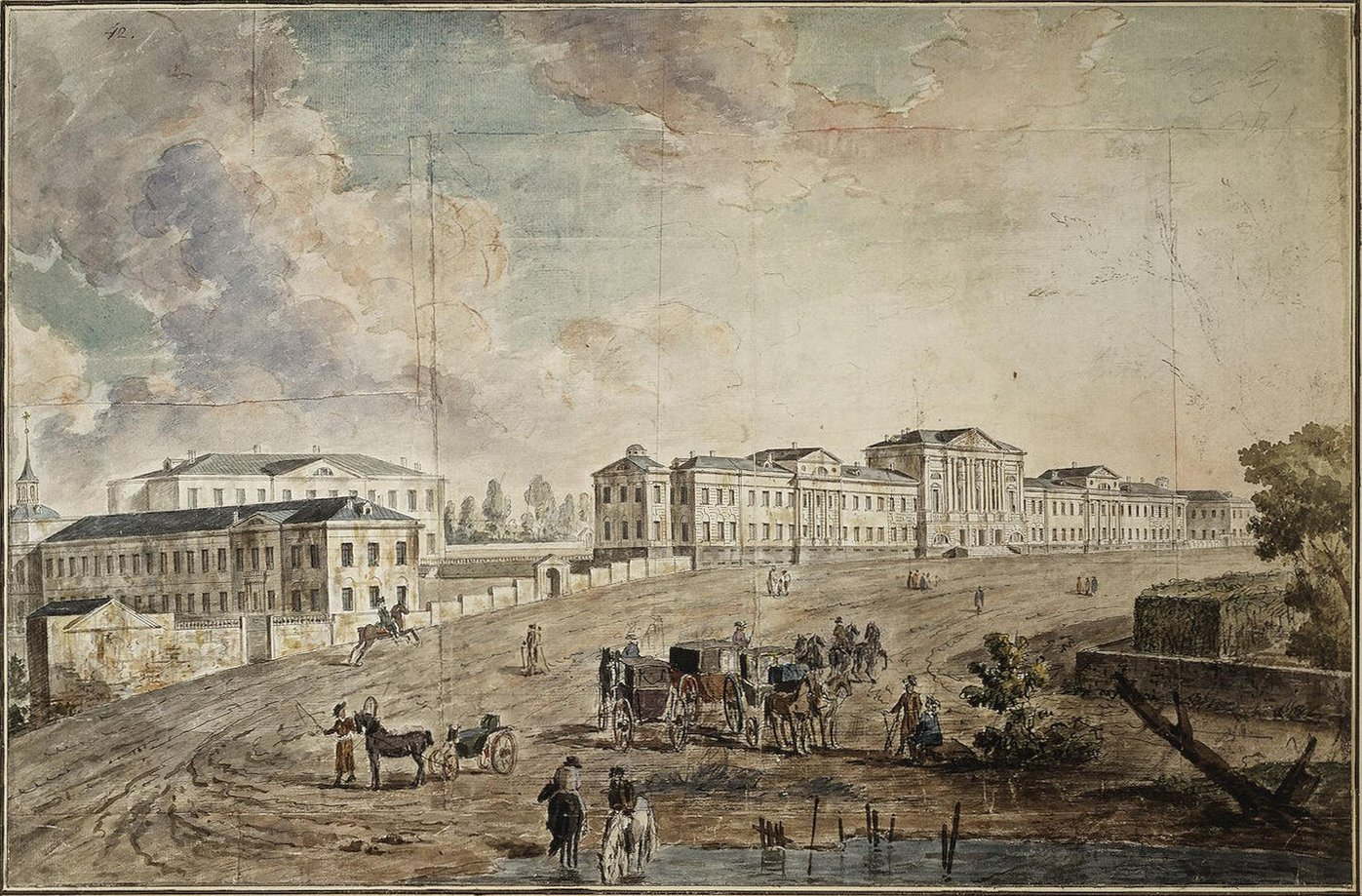
Військовий шпиталь в Лефортово, Москва, малюнок початку 19 ст.

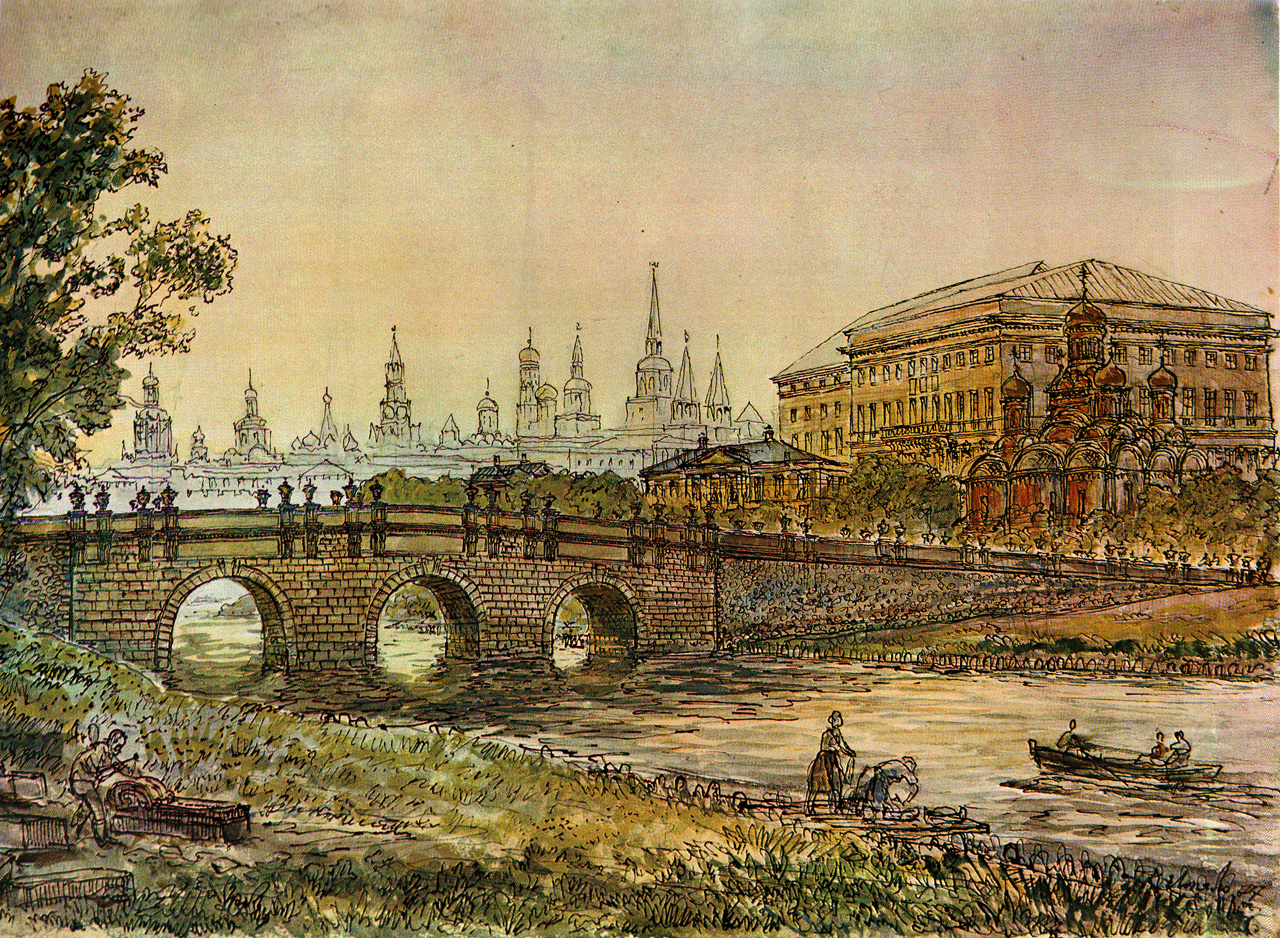
Кузнецький міст. Москва наприкінці 18 ст. Реконструкція К.К. Лопяло (міст і оточення не існують).

В сучасній (на початок 21 ст.) міжнародній музейній практиці в більшості столиць  титульні музеї перетворені на  великі багатофункціональні центри суспільного життя, освіти та культури. Їх площа може сягати від 40 до 120.000 кв. м. Визнання історично вартісними споруд різних епох сприяє їх перетворенню на філії титульних музеїв. Всі вони - об'єкти культурного піклування та державного і міжнародного туризму.
Все це притаманно відтепер і Музею історії міста Москва та його філіям. В споруди історичного ансамблю на Зубовському бульварі перевезено більш ніж  990 000 зразків експонатів Музею Москви. А це — історичні меблі, відділ костюма декількох епох, відділ образотворчого та ужиткового мистецтва( килими, порцеляна, освітлювальні прилади, побутова техніка, антикварні автівки), документальних джерел з історії Москви, фонд фото, фонд рідкісної та антикварної книги, археологічні знахідки, нумізматика за десять століть тощо.

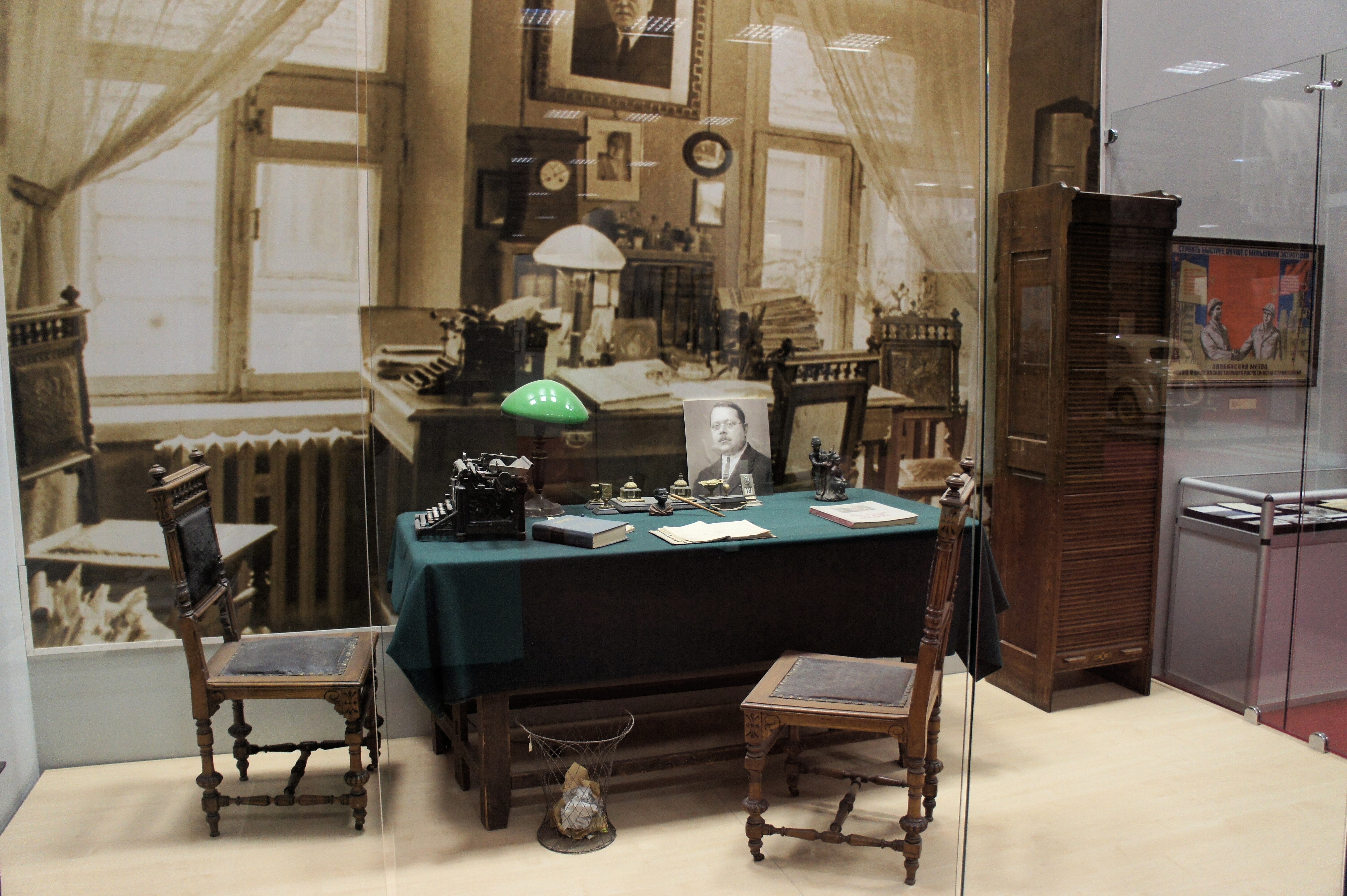
Кабінет російського історика Ситіна П.В. (реконструкція)
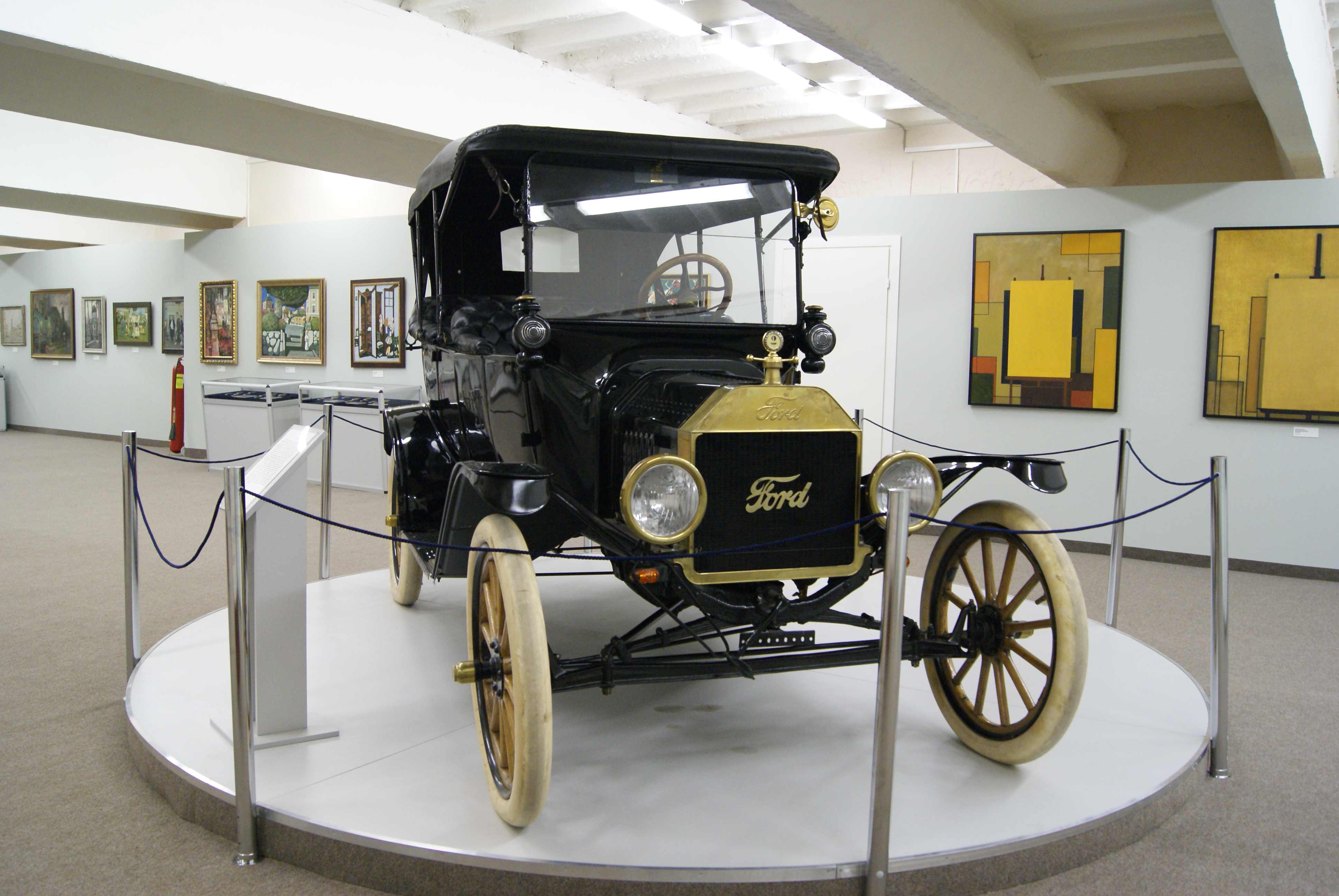
Автівка Форд T "Tin Lizzie"
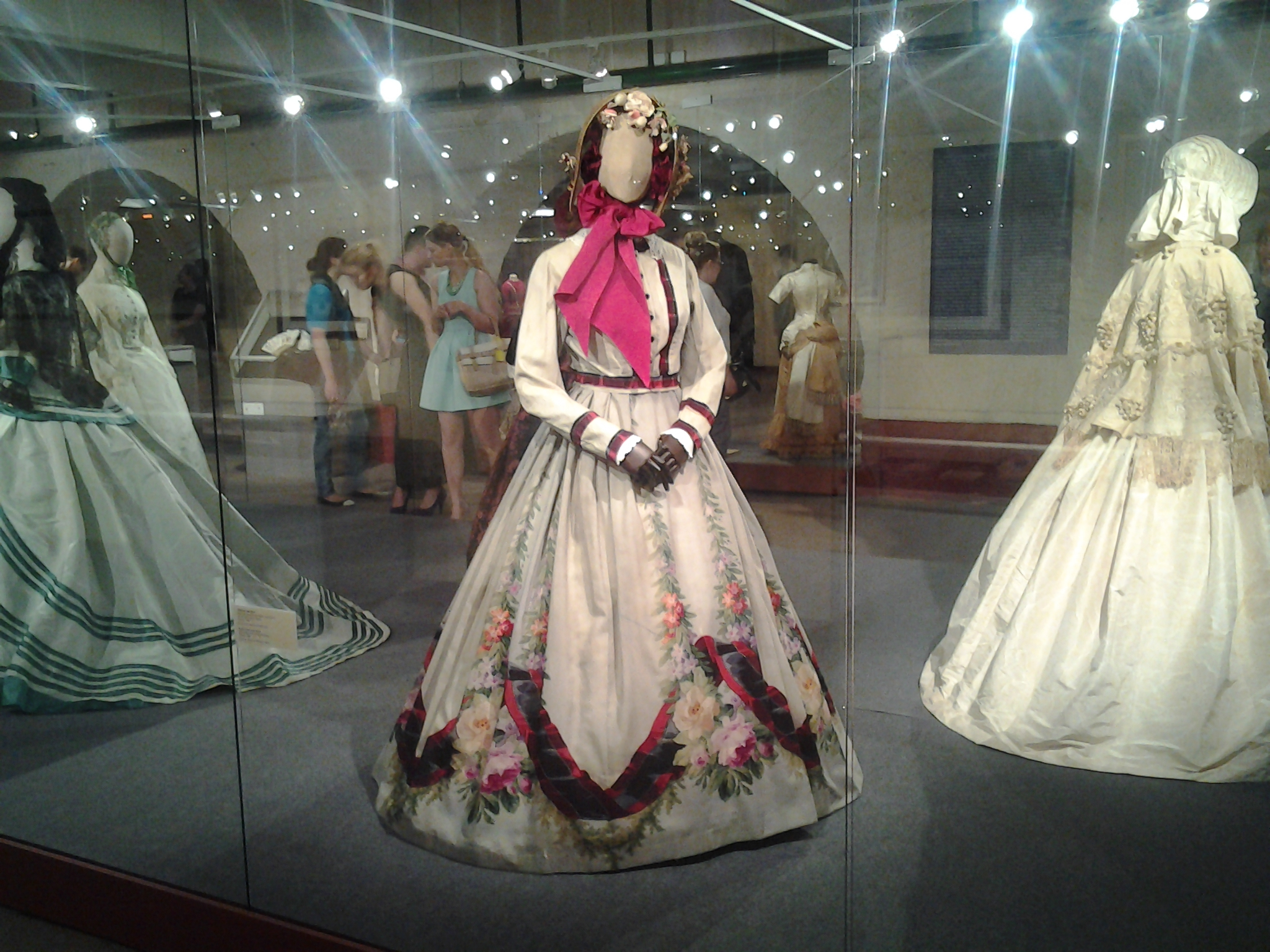
Виставка «Жіночі моди в Росії за 200 років»
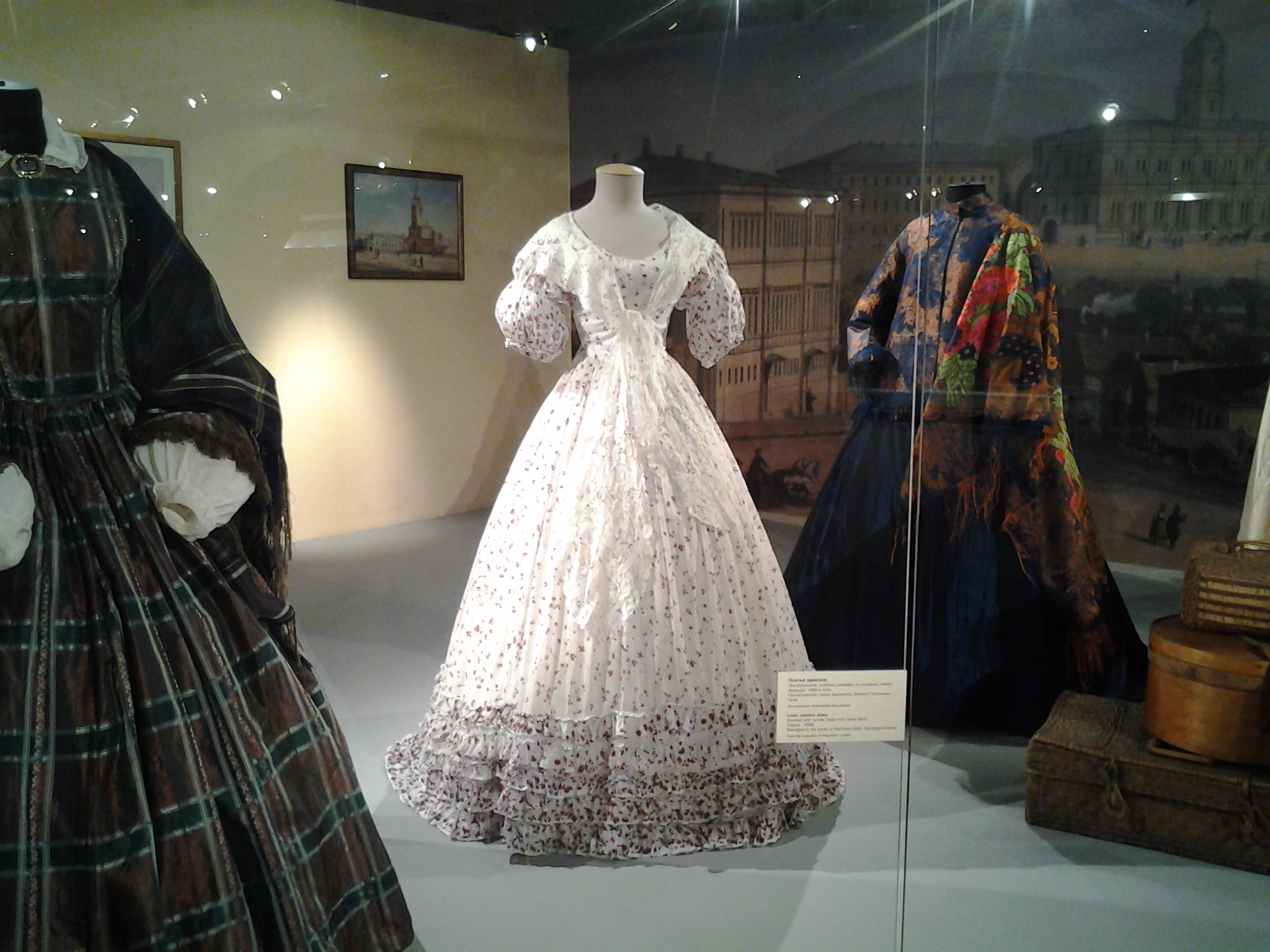

В нових музейних експозиціях репрезентовані такі теми як «Стара і середньовічна Москва», «Москва 18 та 19 ст.», «Москва 20 ст. Обличчя доби» тощо. В 2012 роціу Музей оприлюднив Науковій раді концепцію ще одної експозиції  «Москва — місто безперевного розвитку».
Вже створена нова робоча група задля розробки нового образу Музею Москви в 21 столітті за участі фахівців суміжних областей - архітекторів, дослідників історії Москви, дизайнерів, психологів та музейних технологів. Вироблений проєкт планують оприлюднити широкому колу фахівців та відвідувачів для аналізу та можливих зауважень і пропозицій.

## Філії музею міста Москва
- Музей історії «Лефортово»
- Музей російської гармоніки А. Мірека
- Музей археології Москви
- Музей «Англійський двір»
- Музей російської садибної культури « Садиба князів Голіциних „Влахернске-Кузьміки“»[2]